# Brimborium
Der Begriff Brimborium wird heute allgemein für Nebenumstände, Überflüssiges, unnützen Aufwand, Getue verwendet. Brimborium stammt von dem französischen Wort „brimborion“ (Lappalie) ab, welches wiederum auf das mittelfranzösische Wort „breborion“, „briborion“ (Zauberformel, Zaubergebet, Kleinigkeit ohne Wert) zurückgeht. Der Ursprung dieses Wortes wird im kirchlich-lateinischen Wortschatz vermutet: Breviarium (Brevier), ein Textbuch für das römisch-katholische Stundengebet, dessen mechanisches Herunterbeten als wirkungsloser Aufwand betrachtet wurde.

## Herkunft und Verwendungsgeschichte
Als Brimborium bezeichnete man im 16. Jahrhundert ein Gebet, das sich durch Murmeln und schnelles, undeutliches Sprechen auszeichnete. Es handelte sich dabei oft um ein langes Gebet in lateinischer Sprache.  In späterer Verwendung wurde jegliches Murmeln von Sätzen, die man zur Begleitung von Ritualen vortrug, als Brimborium bezeichnet, also auch Zauberformeln und das unverständliche Abschweifen vom Gegenstand einer Rede, eines Vortrags. Der Allgemeinheit bekannt wurde es durch Goethes Faust.
Mephistopheles:
Ihr sprecht schon fast wie ein Franzos;
Doch bitt ich, laßt’s Euch nicht verdrießen:
Was hilft’s, nur grade zu genießen?
Die Freud ist lange nicht so groß,
Als wenn Ihr erst herauf, herum
Durch allerlei Brimborium,
Das Püppchen geknetet und zugericht't
Wie’s lehret manche welsche Geschicht.
(Urfaust von Goethe, 1775–1776)
Während Brimborium heute eher der Umgangssprache zugeordnet wird, galt es im 18. und 19. Jahrhundert durchaus als Teil der gehobenen Sprache. Mitte des 20. Jahrhunderts existierte außerdem die Ableitung brimborisieren, die sich jedoch nicht durchsetzte. Der Begriff gilt vielen als negativ besetzt, als abwertend, im Allgemeinen wird man aufgefordert „kein Brimborium (zu) machen“.
„Und während der Beerdigung wieder ein Fliegerangriff mit allem Brimborium. Sowas schickt sich doch nicht: während ’ner Beerdigung!“
(Der „Alte“ (Kommandant) in Lothar-Günther Buchheim, Das Boot, 1973)
Szene an einem Pokertisch – Trinity (Terence Hill) mischt exzessiv Karten: „Und heben wir auch mal ab, nach dem Brimborium?“
(einäugiger Begleiter von Wildcat Hendricks (Falschspieler) in Vier Fäuste für ein Halleluja, 1972)
„Manche Medikamente wirken besser, wenn sie mit dem gehörigen Brimborium verabreicht werden.“
(Thomas Binsack, 1998)